# Egestria rubicunda
Egestria rubicunda là một loài bọ cánh cứng trong họ Anthicidae. Loài này được Macleay miêu tả khoa học năm 1887.